# Elitserien i volleyboll för herrar 2004/2005
Elitserien i volleyboll för herrar 2005/2006. Hylte VBK svenska mästare efter slutspel.

## Slutställning
| Lag             | Matcher | Vunna matcher | Förlorade matcher | Vunna se | Förlorade set | Poäng |
| --------------- | ------- | ------------- | ----------------- | -------- | ------------- | ----- |
| Hylte VBK       | 10      | 7             | 3                 | 24       | 15            | 40    |
| Tierps VBK      | 10      | 8             | 2                 | 26       | 13            | 38    |
| Falkenbergs VBK | 10      | 7             | 3                 | 26       | 14            | 38    |
| Örkelljunga VK  | 10      | 5             | 5                 | 17       | 21            | 34    |
| Floby VK        | 10      | 1             | 9                 | 12       | 28            | 26    |
| Sollentuna VK   | 10      | 2             | 8                 | 12       | 26            | 22    |
| Vingåkers VK    | 6       | 5             | 1                 | 17       | 4             | 24    |
| Team Valla-LiU  | 6       | 4             | 2                 | 14       | 10            | 22    |
| Habo Wolley     | 6       | 2             | 4                 | 9        | 15            | 18    |
| Uppsala VBS     | 6       | 1             | 5                 | 5        | 16            | 2     |